# Tortula flexomarginata
Tortula flexomarginata là một loài Rêu trong họ Pottiaceae. Loài này được (Müll. Hal. & Hampe) Mitt. miêu tả khoa học đầu tiên năm 1882.